# Grote Vrede van Montreal

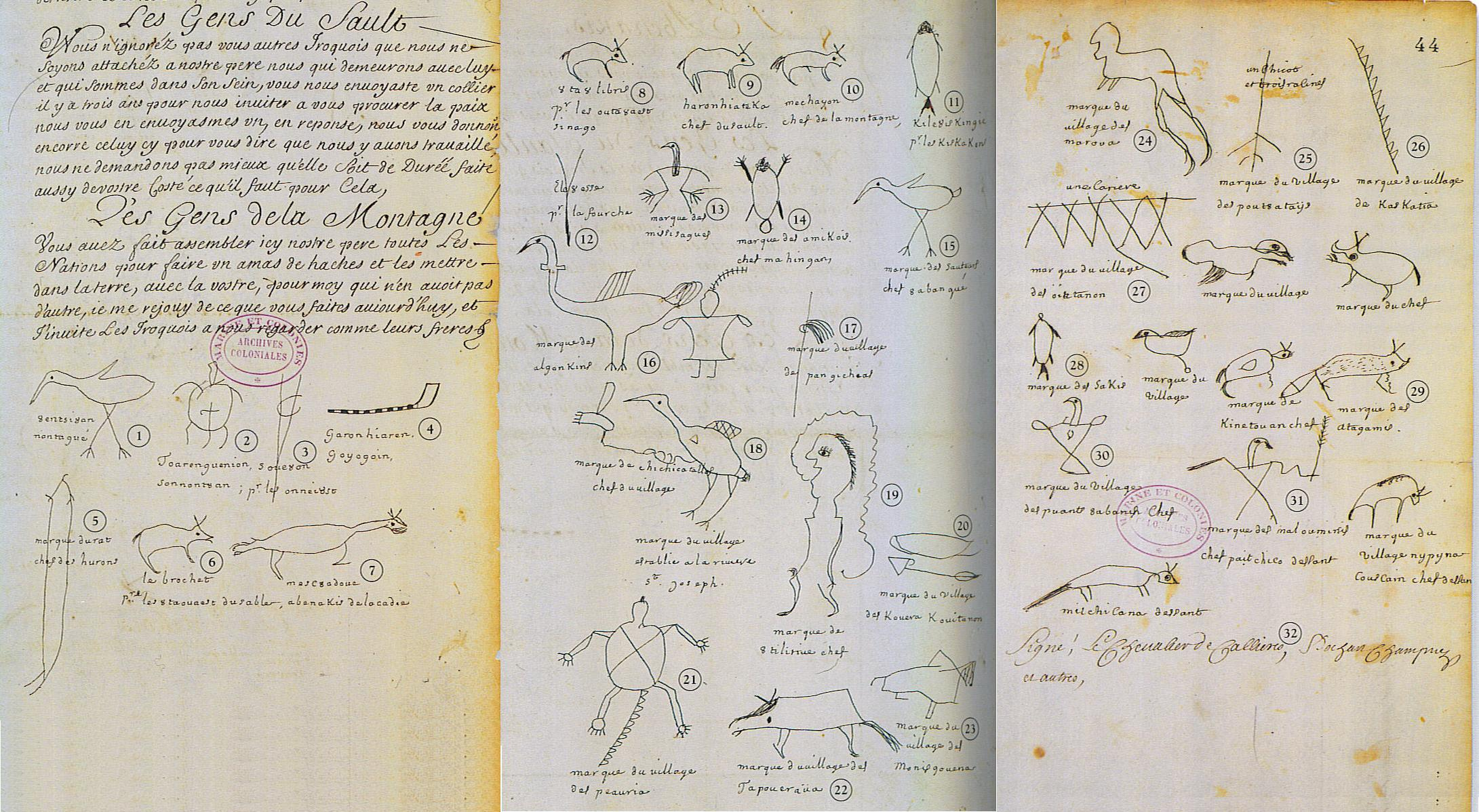
Afschrift van de Grote Vrede van Montreal, 1701

De Grote Vrede van Montreal was een vredesverdrag tussen Nieuw-Frankrijk en 40 First Nations van Noord-Amerika. Het werd getekend op 4 augustus 1701, door Louis-Hector de Callière, gouverneur van Nieuw-Frankrijk, en 1300 vertegenwoordigers van 40 inheemse volkeren van het noordoosten van Noord-Amerika. Het verdrag beëindigde 100 jaren van oorlog tussen de Irokezen, geallieerd met de Engelsen, en de Fransen, geallieerd met de Huron en de Algonquian. Het voorzag 16 jaar van vreedzame betrekkingen en handel voordat de oorlog opnieuw begon. Aanwezig voor het diplomatieke evenement waren de verscheidene volkeren van de Irokese confederatie, de Huron en de Algonquian.